# Sigrid Lithzéus
Sigrid Amalia Helena Lithzéus Pettersson, född 9 februari 1895 i Hedvig Eleonora församling, Stockholm, död 14 oktober 1939 i Bromma församling, Stockholm, var en svensk operasångerska (mezzosopran).
Sigrid Lithzéus var dotter källarmästaren August Emil Petersson och Alfrida Charlotta Lithander. Efter sångstudier för Herman Brag i Stockholm och Karl Scheidemantel i Dresden debuterade Lithzéus 1927 vid Kungliga Teatern som Amneris i Aida och Brangäne i Tristan och Isolde. Hon var därefter engagerad vid olika tyska operascener under flera år, bland annat i Berlin och Hamburg. År 1928 sjöng hon Waltrautes parti i Valkyrian vid festspelen i Bayreuth samt uppträdde även bland annat i Göteborg. Hennes karriär bröts tidigt av ohälsa. Sigrid Lithzéus var ogift. Hon är begravd på Norra begravningsplatsen utanför Stockholm.